# Orzeszki
Orzeszki (dawniej Zielonygrund, w latach 1933–1945 Schützengrund) – wieś w Polsce położona w województwie warmińsko-mazurskim, w powiecie szczycieńskim, w gminie Rozogi, znajdująca się między wsiami: Klon a Księży Lasek. W latach 1975–1998 miejscowość administracyjnie należała do województwa ostrołęckiego.
Miejscowość powstała w 1739 r. w ramach osadnictwa szkatułowego jako mała osada na dwóch włókach. Szkołę zbudowano w 1912 r. W 1939 r. wieś liczyła 47 gospodarstw.

## Literatura
- Iwona Liżewska, Wiktor Knercer: Przewodnik po historii i zabytkach Ziemi Szczycieńskiej. Olsztyn: Agencja Wydawnicza „Remix” s.c., 1998, s. 171. ISBN 83-87031-13-5.